# Zinkphosphat
Zinkphosphat (Zn3(PO4)2) ist eine chemische Verbindung aus der Gruppe der Phosphate und Zinkverbindungen.

## Vorkommen
Natürlich kommt Zinkphosphat als Tetrahydrat als Mineral in Form des orthorhombischen Hopeit und triklinem Parahopeit, als Hydroxid in Form des Minerals Tarbuttit und in Verbindung mit Eisen und Mangan als Phosphophyllit vor.

## Gewinnung und Darstellung
Zinkphosphat (als Tetrahydrat) kann durch Reaktion von Zinkoxid mit Phosphorsäure gewonnen werden.
{\displaystyle \mathrm {3\ ZnO+2\ H_{3}PO_{4}+H_{2}O\rightarrow Zn_{3}(PO_{4})_{2}\cdot 4\ H_{2}O} }
Auch die Gewinnung durch Reaktion von Zinksulfat mit Dinatriumhydrogenphosphat ist möglich.
{\displaystyle \mathrm {3\ ZnSO_{4}\cdot 7\ H_{2}O+2\ Na_{2}HPO_{4}\cdot 2\ H_{2}O} }
{\displaystyle \mathrm {\rightarrow Zn_{3}(PO_{4})_{2}\cdot 4\ H_{2}O+2\ Na_{2}SO_{4}+H_{2}SO_{4}+21\ H_{2}O} }

## Eigenschaften
Zinkphosphat ist ein weißer, geruchloser Feststoff, der unlöslich in Wasser, aber löslich in verdünnten Mineralsäuren ist. Es kommt neben der wasserfreien auch als Mono-, Di- und Tetrahydrat vor. Zinkphosphat-Monohydrat, Zn3(PO4)2·H2O liegt in der zentrischen Raumgruppe P21/c (Raumgruppen-Nr. 14) (C52h) mit vier Formeleinheiten pro Elementarzelle und den Gitterkonstanten a = 8,696(6), b = 4,891(2) und c = 16,695(9) Å sowie β = 94,94(3)° vor. Zinkphosphat-Dihydrat kristallisiert in der zentrischen Raumgruppe P2/c (Nr. 13) (C52h) und acht Formeleinheiten mit den Gitterkonstanten a = 10,451(7), b = 5,036(3) und c = 31,437(15) Å sowie β = 92.46°. Zinkphosphat-Tetrahydrat ist ein dimorphes Orthophosphat das als orthorhombisches Hopeit oder triklines Parahopeit auftritt, wobei von ersterem wieder drei verschiedene Modifikationen bekannt sind, die sich jedoch lediglich in der Anordnung der Wasserstoffatome unterscheiden. Parahopeit kristallisiert in der zentrischen Raumgruppe P1 (Nr. 2) (C1i) mit einer Formeleinheit pro Elementarzelle und den Gitterkonstanten a = 5,768(5), b = 7,550(5), c = 5,276(5) Å, α = 93,4°, β = 91,2° und γ = 91,4°. Hopeit kristallisiert in der zentrischen Raumgruppe Pnma (Nr. 62) (D162h) mit vier Formeleinheiten pro Elementarzelle und den Gitterkonstanten a = 10,597(3), b = 18,318(8) und c = 5,031(1) Å. α–Hopeit wandelt sich bei Temperaturen >105 °C, β–Hopeit ab >140 °C und p–Hopeit ab >163 °C in andere Formen um. Ab 250 °C erhält man die wasserfreie Variante.

## Verwendung
Zinkphosphat wird als Korrosionsschutzpigment und zur Herstellung von Zahnzementen verwendet.

## Stoffbewertung
Zinkphosphat wurde 2013 von der EU gemäß der Verordnung (EG) Nr. 1907/2006 (REACH) im Rahmen der Stoffbewertung in den fortlaufenden Aktionsplan der Gemeinschaft (CoRAP) aufgenommen. Hierbei werden die Auswirkungen des Stoffs auf die menschliche Gesundheit bzw. die Umwelt neu bewertet und ggf. Folgemaßnahmen eingeleitet. Ursächlich für die Aufnahme von Zinkphosphat waren die Besorgnisse bezüglich hoher (aggregierter) Tonnage und weit verbreiteter Verwendung. Die Neubewertung fand ab 2013 statt und wurde von Rumänien durchgeführt. Anschließend wurde ein Abschlussbericht veröffentlicht, in dem keine Änderung der Kennzeichnung empfohlen wird.